# Erich Meier
Pour les articles homonymes, voir Meier.
Erich Meier  est un footballeur ouest-allemand puis allemand né le 30 mars 1935 à Biedenkopf et mort le 8 février 2010 dans la même ville. Il évoluait au poste d'attaquant.

## Biographie

### En club
Erich Meier est joueur de l'Eintracht Francfort de 1956 à 1962,.
Avec Francfort, il est sacré Champion d'Allemagne en 1959.
Lors de la campagne de Coupe des clubs champions en 1959-1960, il dispute six matchs et marque quatre buts. Il marque notamment un doublé contre le Rangers FC en demi-finale. Il joue la finale contre le Real Madrid perdue 3-7.
En 1962, il rejoint le 1. FC Kaiserslautern,.
Il est transféré en 1965 dans le club néerlandais de l'Alkmaar '54,.
Après avoir joué avec le  AGOVV Apeldoorn en 1966, il raccroche les crampons,.

## Palmarès
Eintracht Francfort
- Championnat d'Allemagne (1) :
  - Champion : 1958-59.